# 台湾白及
台湾白及（学名：Bletilla formosana），又名小白及。多年生草本植物，為臺灣原生蘭。與常見中藥材白及(學名:B. striata) 同為蘭科(Orchidaceae)白及屬(Bletilla)植物。主要分佈於臺灣與中國南部。其假球莖可做為中藥材，花朵具觀賞價值。 

## 植株型態
地生性。植株大小差異大，高度介於10-60公分。平地或低海拔的植株較高(可達60公分)，而中高海拔則以小型株(10公分)居多。其假球莖可為球狀、卵狀、陀螺狀與不規則扁壓狀。葉片由假球莖上的角錐狀小芽球發育而來，一個球莖可生長4-7片線狀葉。葉為青綠色、紙質。葉長10-50公分、寬0.8-3.5公分。花莖則由假球莖頂葉間向上抽出。花軸纖細直立，長15-90公分。總狀花序，著花5至30朵，由下往上逐次開放，每次僅1至2朵盛開。花朵半張，花色白，略帶淡粉或紫色。唇盤上有五條波狀龍骨，龍骨前端為鮮黃色，末端則為白色並具有棕紅色斑，龍骨間則佈有紫色或褐色斑點。萼片為窄橢圓形，長1.9-2.1公分，寬0.56-0.65公分。花瓣為歪橢圓形，長1.9-2.1公分。唇瓣成三裂片: 側裂片甚小並彎曲向上，中裂片則近乎圓形且邊緣為波浪狀。蕊柱長約1.3公分，淡紅色，腹面具有紅棕色斑。具8塊花粉塊，花藥帽為圓球形。花期3-6月，於海拔1800公尺上的植株花期可延長至10月。果實為橢圓形蒴果，長約2.5公分。 

## 地理分佈
臺灣白及分佈於臺灣全島、蘭嶼、龜山島及中國南部。好生於濕潤向陽岩石與平野潮濕的草叢中。海拔100至3300公尺皆可發現其蹤跡。可見於蘇花公路與中橫公路路旁，花蓮洛韶與天祥的山壁邊坡。 

## 命名故事
1906年6月11日川上瀧彌與森丑之助共同於宜蘭縣九芎湖附近採集，並在1911年由早田文藏發表命名為Bletia formosana。但由於白及屬(Bletilla)與布萊特蘭屬(Bletia)名稱相似，早田文藏便將台灣白及屬名一開始誤用為Bletia。此外，於1906年11月川上瀧彌與森丑之助也在玉山海拔3300公尺處採得一蘭，並於1911年早田文藏將之發表為Bletia morrisonicola ，其模式標本植株較小，葉長約為12公分、葉寬為0.6公分。後經鑑定，判定Bletia morrisonicola 型態差異是受生態環境影響，其與台灣白及(Bletia formosana)應為同種植物。 

## 染色體數目
1939年T. Midzuno和1965年R.Tanaka計數了台灣白及的染色體數為2n=36，而白及染色體數為2n=32，若將上述兩種白及雜交則可得染色體數2n=34的後代。 

## 親緣關係
利用分子標誌之逢機增幅多型性DNA (random amplified polymorphic DNA, RAPD)對採集自台灣不同區之台灣白及與白及屬種原進行UPGMA(unweighted pair-group mean arithmetical)親源分析，發現蘭嶼白及被分類於台灣白及群組內，推測蘭嶼白及與台灣白及應為同種。 

## 栽培技術
臺灣白及種子於自然環境下不易發芽，傳統採用塊莖分割法繁殖，但因生長速度緩慢、產量不足，無法大量生產以供藥用。故近年來農業試驗單位積極研究組織培養的栽培模式，利用無菌播種誘導種子萌芽，並提高萌芽率。根據農試所研究，在2000 流明光照下，使用3%過氧化氫之種子預措方式處理種子5分鐘，可使種子提早發芽，且發芽率可達98%。 

## 藥用功能
白及於《神農本草經》記載: 「味苦，平。主治癰腫，惡瘡，敗疽，傷陰，死肌，胃中邪氣，賊風鬼擊，痱緩不收。」。並根據藥理學研究發現白及甘露聚醣具有止血、抗炎與抗腫瘤之作用，可至肺炎、肺結核與十二指腸潰瘍等疾病。

## 推展閱讀
- 維基物種上的相關：台湾白及